# Linnavuoriana spinosa
Linnavuoriana spinosa är en insektsart som först beskrevs av Samad och M. Firoz Ahmed 1979.  Linnavuoriana spinosa ingår i släktet Linnavuoriana och familjen dvärgstritar. Inga underarter finns listade i Catalogue of Life.